# جری پرمپه
جری پرمپه (انگلیسی: Jerry Prempeh؛ زادهٔ ۲۹ دسامبر ۱۹۸۸) بازیکن فوتبال اهل غنا است.
از باشگاه‌هایی که در آن بازی کرده‌است می‌توان به باشگاه فوتبال ملادا بولسلاف، باشگاه فوتبال تروا، و باشگاه فوتبال اف۹۱ دودلانژ اشاره کرد.